# MOD e TOD
MOD e TOD sono formati di registrazione usati nelle videocamere digitali senza nastro. Sono simili al formato AVCHD.

## Caratteristiche
MOD e TOD sono i nomi informali di formati video senza nastro usati dalla JVC, dalla Panasonic e dalla Canon in alcuni modelli di videocamere digitali. I nomi dei formati corrispondono alle estensioni dei file. Né JVC né Panasonic hanno chiarito il significato di tali estensioni, ma il MOD è usato esclusivamente per i file video a definizione standard, mentre il TOD è riservato ai file in alta definizione ed è utilizzato solo da JVC. Il formato non ha mai ricevuto un nome ufficiale.
Le prime videocamere che usarono il formato MOD comparvero nel 2003. La JVC introdusse la Everio GZ-MG30, che memorizzava i filmati nel disco rigido interno. La Panasonic presentò la SDR-S100, che registrava su schede di memoria SD. Il tipo di codec, la velocità di trattamento dei dati e la velocità e la dimensione della schermata uguagliavano strettamente i parametri del DVD-Video.
Nel gennaio 2007 la JVC ha annunciato la sua prima videocamera digitale senza nastro ad alta definizione, l'Everio GZ-HD7, che può registrare video MPEG-2 1080i nel disco rigido dell'apparecchio e/o in schede SD. La velocità di trattamento dei dati e la velocità e la dimensione della schermata eguagliavano o superavano i parametri dell'High Definition Video.
Panasonic non ha mai messo in commercio una videocamera ad alta definizione con formato di registrazione simile a quello usato nella videocamera JVC. Invece si è unita a Sony nello sviluppo dell'AVCHD.
Sia il MOD che il TOD sono formati di file contenuti in un mezzo ad accesso casuale. La struttura della cartella ed i nomi sono identici tranne che per l'estensione dei file multimediali.
Il video in definizione standard è immagazzinato nei formati contenitori MPEG-2 program stream con estensione MOD; in molti altri sistemi questi file hanno estensione MPG o MPEG. Il video in alta definizione è immagazzinato nei file contenitori MPEG-2 transport stream con estensione TOD; in molti altri sistemi questi file hanno estensione M2T.
La struttura dei file è riscontrabile solo in questo formato di registrazione video, sebbene la cartella si chiami DCIM come nel formato usato in molte videocamere.
I video in definizione standard possono essere registrati nei formati 4:3 e 16:9, ma quest'ultimo non è attualmente identificato negli header file multimediali, quindi il video può apparire schiacciato in orizzontale quando è visionato. Il programma corredato alle videocamere è capace di elaborare il rapporto d'aspetto correttamente usando i metadati presenti nei file MOI. Ci sono inoltre degli strumenti di terze parti per impostare l'indicatore delle dimensioni del video negli header file multimediali.
I video MOD possono essere riprodotti sul computer con un lettore capace di riprodurre i video MPEG-2. I video possono anche essere masterizzati per essere visti su un lettore DVD senza ricompressione, dato che seguono completamente gli standard del DVD-video.
Il formato TOD è paragonabile all'AVCHD, ma non può essere direttamente riprodotto su un normale equipaggiamento video. I file multimediali devono essere confezionati in formati di distribuzione come l'HD DVD od il Blu-ray Disc usando dei programmi specifici. Uno dei modelli di registrazione TOD, l'”1440CBR”, ha la stessa velocità e dimensione della schermata e rapporto d'aspetto del 1080i HDV e può essere definito l'HDV su disco.

## Futuro dei formati MOD e TOD
JVC è l'unica azienda che ha prodotto apparecchi che supportano il formato TOD. Nel 2008 ha immesso sul mercato diversi modelli ibridi TOD/AVCHD e alcuni solo AVCHD. Dal 2009 le videocamere in alta definizione prodotte da JVC supportano esclusivamente il formato AVCHD.
Le videocamere professionali della JVC in vendita dal 2009 usano il formato XDCAM EX dietro licenza della Sony. Come il TOD, l'XDCAM EX utilizza il codec MPEG-2 HD. Diversamente dal TOD, invece, l'XDCAM EX è molto più usato nelle riprese professionali.
Al 2010 il formato MOD è utilizzato dalle videocamere non HD prodotte da JVC, Panasonic e Canon.

## Prodotti che utilizzano i formati MOD e TOD

### JVC MOD
- 2004: GZ-MC100 (SD), GZ-MC200 (SD)
- 2005: GZ-MG30 (HDD), GZ-MG70 (HDD)
- 2006: GZ-MG37 (HDD), GZ-MG77 (HDD), GZ-MG505 (HDD, SD/SDHC)
- 2007: GZ-MG130 (HDD), GZ-MG155 (HDD), GZ-MG255 (HDD), GZ-MG555 (HDD, SD/SDHC)
- 2008: GZ-MS100U (SD/SDHC), GZ-MG7230 (30 GB HDD, MicroSD)
- 2009: GZ-MG630 (60 GB HDD, MicroSD), GZ-MG670 (80 GB HDD, MicroSD), GZ-MG680 (120 GB HDD, MicroSD)

### JVC TOD
- 2007: GZ-HD7 (HDD, SD/SDHC), GZ-HD3 (HDD, SD/SDHC)
- 2008: GZ-HD5 (HDD, MicroSDHC), GZ-HD6 (HDD, MicroSDHC), GZ-HD30, GZ-HD40 (HDD, MicroSDHC, registra sia in TOD che in AVCHD)

### Panasonic MOD
- 2003: SV-AV100 (SD)
- 2005: SDR-S100 (SD)
- 2006: SDR-S150 (SD/SDHC)
- 2007: SDR-S10 (SD/SDHC), SDR-H18 (HDD, SD), SDR-H200 (HDD, SD/SDHC)
- 2008: SDR-H20 (HDD), SDR-H60 (HDD), SDR-S7 (SD/SDHC), SDR-SW20 (SD/SDHC)
- 2009: SDR-SW21 (SD/SDHC), SDR-S26 (SD/SDHC)
- 2010: SDR-S50 (SD/SDHC/SDXC), SDR-T50P, SDR-T55P (SD/SDHC/SDXC, memoria flash interna), SDR-H85P (SD/SDHC/SDXC, HDD)
- 2011: SDR-H100 (SD/SDHC/SDXC, HDD)

### Canon MOD
- 2008: FS100 (SDHC), FS10 (SDHC), FS11 (SDHC)
- 2009: FS200 (SDHC), FS21 (SDHC), FS22 (SDHC)

## Specifiche
| Formato                                                        | MOD                                                   | TOD                                            |
| Mezzi                                                          | Disco rigido, schede di memoria a stato solido        | Disco rigido, schede di memoria a stato solido |
| Video                                                          |                                                       |                                                |
| Video composito                                                | 480i, 576i                                            | 1080/60i, 1080/50i                             |
| Dimensione della schermata in pixel                            | 720×480, 720×576                                      | 1440×1080, 1920×1080                           |
| Rapporto d'aspetto della schermata                             | 4:3, 16:9                                             | 16:9                                           |
| Compressione video                                             | MPEG-2 (profilo e livello: MP@ML)                     | MPEG-2 (profilo e livello: MP@HL)              |
| Sottocampionamento della crominanza                            | 4:2:0                                                 | 4:2:0                                          |
| Velocità di trattamento del flusso di dati del video compresso | ~ 10 Mb/s                                             | ~ 30 Mb/s                                      |
| Audio                                                          |                                                       |                                                |
| Compressione                                                   | MPEG-1 Layer II                                       | MPEG-1 Layer II                                |
| Sistema                                                        |                                                       |                                                |
| Tipo del flusso di dati                                        | Program Stream                                        | Transport Stream                               |
| Estensione dei file multimediali                               | .mod (sulla videocamera), .mpg o .mpeg (sul computer) | .tod (sulla videocamera), .m2t (sul computer)  |

## Conversione dei file MOD
I software in grado di riprodurre i video MOD sono pochi, quindi è opportuno convertire i file in formati più comuni. Un sistema rapido e semplice è quello di cambiare semplicemente l'estensione del file da .mod a .mpg o .mpeg. Questo comporta però una perdita di qualità e talvolta un rapporto d'aspetto sbagliato. Ciò succede perché in realtà il video MOD è composto da due file: il maggiore, che ha estensione .mod e contiene il filmato vero e proprio, e il minore, con estensione .moi, che invece contiene tutte le informazioni per la riproduzione del video (rapporto d'aspetto, velocità di trasmissione ecc.). Quindi, modificando l'estensione del file del filmato in .mpg, i lettori non troveranno le informazioni necessarie per la corretta riproduzione del video e cercheranno di riconoscerle autonomamente, spesso portando ad un peggioramento della qualità del video.
Per evitare questi inconvenienti, i produttori di videocamere MOD includono, assieme alla videocamera, un software capace di convertire i video MOD in altri formati utilizzando le informazioni contenute nel file MOI. La JVC, ad esempio, fornisce CyberLink PowerDirector, che converte i video in MPG basandosi sia sul file MOD che su quello MOI (affinché il programma trovi il file MOI, esso deve trovarsi nella stessa cartella del MOD ed avere il suo stesso nome a meno dell'estensione).